# Minaret Peak
Minaret Peak är en bergstopp i Antarktis. Den ligger i Västantarktis. Chile gör anspråk på området. Toppen på Minaret Peak är 1 616 meter över havet.
Terrängen runt Minaret Peak är platt västerut, men österut är den kuperad. Trakten är obefolkad. Det finns inga samhällen i närheten.